# Pole Position (série de jogos eletrônicos)
Pole Position é uma série de jogos eletrônicos de corrida desenvolvida pela Namco (mais tarde Bandai Namco Entertainment) e lançada pela Atari para Atari 2600 e arcade em 1982. O primeiro jogo da série Pole Position, foi lançado em 1983 para a arcade pela Namco. A série também já foi desenvolvida pela outras desenvolvedoras como a Human Entertainment com o nome de F1 Pole Position lançada para o SNES em 1992 e 1996 com o nome de F1 Pole Position 64 lançada para o Nintendo 64.

## História
Pole Position elevou o nível dos jogos de corrida com várias inovações. A maioria dos jogos da série Pole Position simulava uma corrida de F-1 mas também jogos de corrida normal. Pole Position foi um dos primeiros jogos a apresentar gráficos coloridos e detalhados, bem como a icônica perspectiva em terceira pessoa, onde o carro do jogador é visto de trás. O jogo teve uma sequência em 1983 chamada Pole Position II, o jogo também foi lançado para arcade e portado Atari 2600, celular, Commodore 64 e outros.[carece de fontes?]
Pole Position gerou ports, sequências e um desenho animado, embora o desenho animado tenha pouco em comum com o jogo.

## Jogos publicados
A seguir, está a lista de jogos da série Pole Position lançados por vários desenvolvedoras.
- Pole Position (Arcade, Atari 2600, PC)
- Pole Position II (Arcade, Atari 7800, Celular, Commodore 64, Epoch Cassette Vision, MS-DOS)
- F1 Pole Position (SNES)
- F1 Pole Position 64 (Nintendo 64)
- Pole Position (jogo de tabuleiro)
- Arcade Archives Pole Position (Nintendo Switch, PlayStation 4)